# Okrug (Croazia)
Okrug  (secondo la vecchia grafia Ocruch, anticamente in italiano: Cerchio) è un comune della Regione spalatino-dalmata in Croazia, posto sull'isola di Bua. Al censimento 2011 ospitava una popolazione di 3.458 abitanti.

## Località
Il comune di Okrug comprende i due centri abitati di:
- Okrug Donji (Cerchio Inferiore[3])
- Okrug Gornji (Cerchio Superiore).

La sede comunale è posta a Okrug Donji.